# Huawei G6600
Huawei G6600 — бюджетный мобильный телефон с QWERTY-клавиатурой. В России выпускался под брендом компании «МТС» под именем МТС Qwerty (МТС 635).

## Описание
Корпус телефона выполнен из пластика и может быть коричневого, белого или красного цвета. Полноценная клавиатура позволяет быстро набирать сообщения SMS. Вместе с покупкой телефона для участников программы «МТС Бонус» присваивается 1000 баллов.

## Технические детали
Телефон оснащен QWERTY-клавиатурой, двухмегапиксельной камерой, 2,5-мм разъёмом Micro Jack для наушников и поддерживает карты памяти MicroSD до 16 ГБ. В устройстве отсутствует поддержка 3G и Wi-Fi. Возможен обмен информацией с помощью беспроводной связи Bluetooth (v 2.1 + EDR). Зарядка от USB.

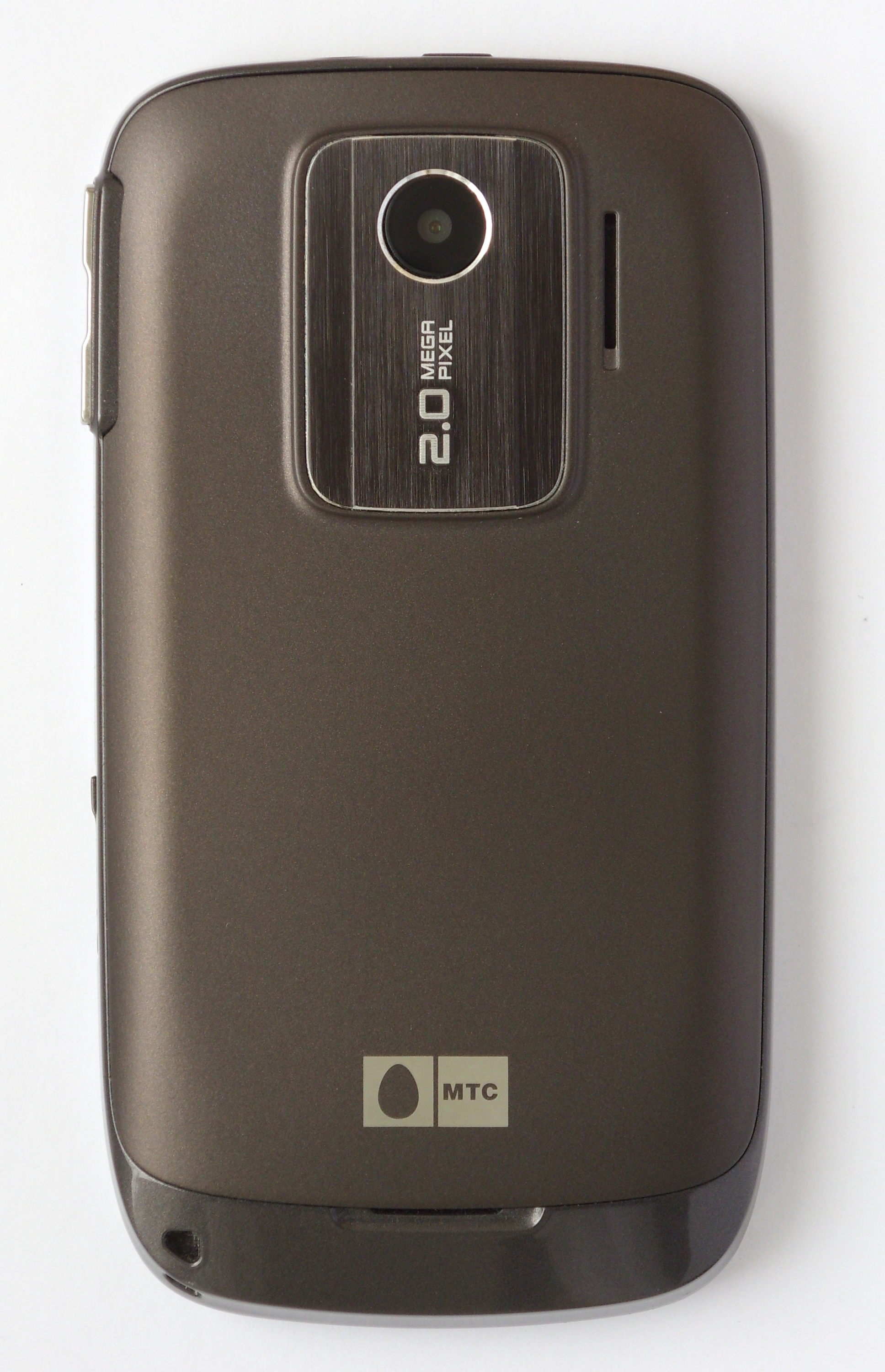
Обратная сторона

Операционная система — MTK.